# Кібер-терор (фільм, 2015)
Кібер-терор (англ. Cyberbully) — телевізійний фільм, прем'єра якого відбулася на 4 телевізійному каналі Великої Британії 15 січня 2015 року. Головною актрисою трилера є Мейсі Вільямс, яка грає типового підлітка Кейсі. Вона живе своїм життям в Інтернеті. Звинувачується в тролінгу анонімом, який отримав повний доступ до комунікацій Кейсі. Режисура і сценарій Бен Шанан та Девід Лобата.
Телефільм вийшов на DVD 8 лютого 2016 року.

## Сюжет
Кейсі — 14-річна дівчинка, яка навчається в школі. Всі її уподобання та дружні стосунки в інтернет спілкуванні. Для цього вона використовує месенджери, чати та соціальні мережі. Важливість такого роду спілкування стає вагомим критерієм оцінки для цілого ряду значень у молодіжному середовищі. Тому Кейсі в такому віці вже приймає ліки для покращення свого психічного стану. Головна героїня не виходить з кімнати протягом усього фільму.
З перших кадрів виявляється що в соціальній мережі, на сторінці хлопця, з яким Кейсі розірвала приязні стосунки, з'являється допис який зачіпає її гідність. Розгнівана Кейсі отримує від найближчої подруги пораду звернутися по допомогу до спільного товариша Алекса, який має навички несанкційованого доступу до персональних комп'ютерів. Розмова з Алексом у відеоконференції програми Skype не мала успіху. Однак за декілька хвилин Алекс у чаті змінює своє рішення і пропонує свої послуги, надавши доступ Кейсі до аккаунта, де написаний образливий пост. В подальшому текстовому спілкуванні з Алексом з'ясовується що він не володіє інформацією про події які траплялися з ними у повсякденному житті. Кейсі запідозрила що веде діалог не з Алексом. Виявляється що доступ до ноутбука Кейсі отримав невідомий зловмисник, який починає вести з дівчиною жорстоку гру. Поступово ситуація все більше виходить з-під контролю, а героїня перетворюється на безпорадну жертву. Цей невідомий хакер змушує Кейсі виконувати різні вимоги, і в разі відмови погрожує викласти на загальний огляд її фото інтимного характеру. Потім хакер завантажує на акаунт у Twitter Кейсі відео, яке Кейсі та її подруга Меган зняли, щоб розкрити гомосексуальність своєї однокласниці Тамари, викликаючи цим серію гнівних повідомлень від Тамари. Коли Кейсі намагається дізнатися, як дії хакера можуть допомогти їй, хакер доводить, що Кейсі — сама кібер-терорист.
Він показує всю її попередню діяльність під нікнеймом «Хронічна молодь» і пояснює що її дії становлять кібер-жорстокість. В подальшому виявилося що саме він опублікував жорстокий коментар щодо неї з акаунта її хлопця Нейтона. Кейсі намагається виправдати свої вчинки, називаючи їх цілком нормальними для підлітка, однак хакер відкидає їх як прості виправдання. Через серію відео та екранізацій хакер розповідає Кейсі історію про Дженніфер Лі, співачки, відео якої зазнало нищівної критики після єдиного і жорстокого коментаря, який Кейсі зробила про нього. Згодом Дженніфер випустила відео, в якому розповіла історію свого жорстокого поводження і незабаром після цього покінчила життя самогубством. Вважаючи, що хакер є батьком або матір'ю Дженніфер, Кейсі висловлює виразний жаль з приводу того, що сталося, але хакер заперечує, що він якось пов'язаний з Дженніфер, і натомість просить, щоб Кейсі виконала його умови, визнала себе кібер-терористом, зізнавшись, що була пусковим фактором смерті Дженніфер і публічно вибачилася. Кейсі це робить, але хакер вважає, що дівчина не щира. Він змушує її вибирати між самогубством, зловживаючи антидепресантами і ганьбою, яка неминуче слідує за публікацією її фотографій та втратою її найкращої подруги. І він погрожує Кейсі завантажити в мережу їхні з подругою оголені фотографії.
Приголомшена Кейсі готується ковтати таблетки, коли помічає, що хакер висловлює задоволення, написавши «har har har» і розуміє, що стиль письма відповідає стилю найагресивнішого ненависника Дженніфер Лі «Steerpike_84», який сам, в свою чергу, спонукав багатьох інших до самогубства. У цей момент батько Кейсі підходить до дверей із повідомленням від Меган, яка зробила висновок, що недавній пост Кейсі — не належить їй. Кейсі кидає вже взяті до рук таблетки, і коли хакер знову намагається погрожувати їй, Кейсі помічає, що той робить багато помилок, і розуміє, що він виснажений. Перш ніж підійти до дверей, щоб зателефонувати Меган, дівчина говорить хакеру не зупинятися і продовжувати публікувати фотографії, якщо він того бажає, бо вона не може контролювати його дії. Переможений, хакер просить залишитися, пропонуючи розкрити його справжню особистість. Але Кейсі просто повертається до комп'ютера, дивиться прямо у вебкамеру і каже хакеру, що їй байдужа його особа, бо коли вона припинить спілкуватися з ним, він втратить свою владу над нею і стане ніким. Закриває комп'ютер і остаточно перемагає зловмисника. Знесилена важким багатогодинним випробуванням, яке вона щойно пройшла, Кейсі відкриває двері в свою кімнату, і в сльозах опускається на підлогу. Вона кличе свого батька, який поспішає до неї.

## Нагороди та номінації
Фільм був номінований на телевізійну премію Bafta 2016 [Архівовано 28 лютого 2016 у Wayback Machine.] року в категорії «Індивідуальна драма». Фільм виграв премію в Італії 2016 року в категорії телевізійної драми.

## Критика
Кібер-терор (не пов'язаний з американським фільмом 2011 року) отримав позитивні відгуки критиків. Глядач заявив, що це «дуже добре зроблено, протягом сюжету змінюючи наші симпатії (завдяки яскравій грі Мейсі Вільямс)» Аналогічно, пишучи в The Guardian, Марк Монахан із The Daily Telegraph дав твору 3/5 зірок і відзначив непередбачуваність сюжету.
The Independent зазначив, що «саме це дивне шоу є достатньо автентичним, щоб переконати підлітків, а також залучити старших глядачів». В іншому огляді фільму для The Guardian Люсі Манґан описала фільм як «частину готичного жаху», «частину цифрової епохи».

## Виробництво
Фільм створений на основі реальних подій. Щоб сценарій був точною картиною життя підлітка, Бен Шанан порадився з Вільямсом і його дочкою-підлітком. Мейсі Вільямс, яка представляла центрального персонажа Кейсі Джейкобс, сама стала жертвою кібер-жорстокого поводження після того, як знялася в ролі Ар'я Старк в «Гра престолів». Вона отримувала знущальні повідомлення. Як вона сказала: "коли тобі 13 років і хтось каже щось неприємне, ти не хочеш їх ігнорувати. Ти хочеш заподіяти їм біль, як вони заподіяли біль тобі. Ти потрапляєш у цей поганий цикл."